# 王㳬
王㳬（？—565年），《梁书》作王泛，《南史》作王涉，琅邪郡临沂县人。南梁、后梁官员。

## 生平
祖父王琳，南梁侍中、太府卿。父亲王锡，侍中。王㳬青年时有美名，娶萧詧妹庐陵长公主。历任秘书郎、太子舍人、宣成王友、庐陵内史。萧詧建立后梁，王㳬为侍中、吏部尚书。萧岿天保四年（565年），出使北周，在宾馆去世。赠侍中、右光禄大夫。其子王瓘，有文词，黄门侍郎。王㳬弟王湜，官至都官尚书。天保二十年（581年），卒。其子王怀，秘书郎，隋朝沔阳令。

## 妻
- 庐陵长公主，梁武帝之孙，昭明太子之女，萧詧之妹